# Hannelore Deubzer

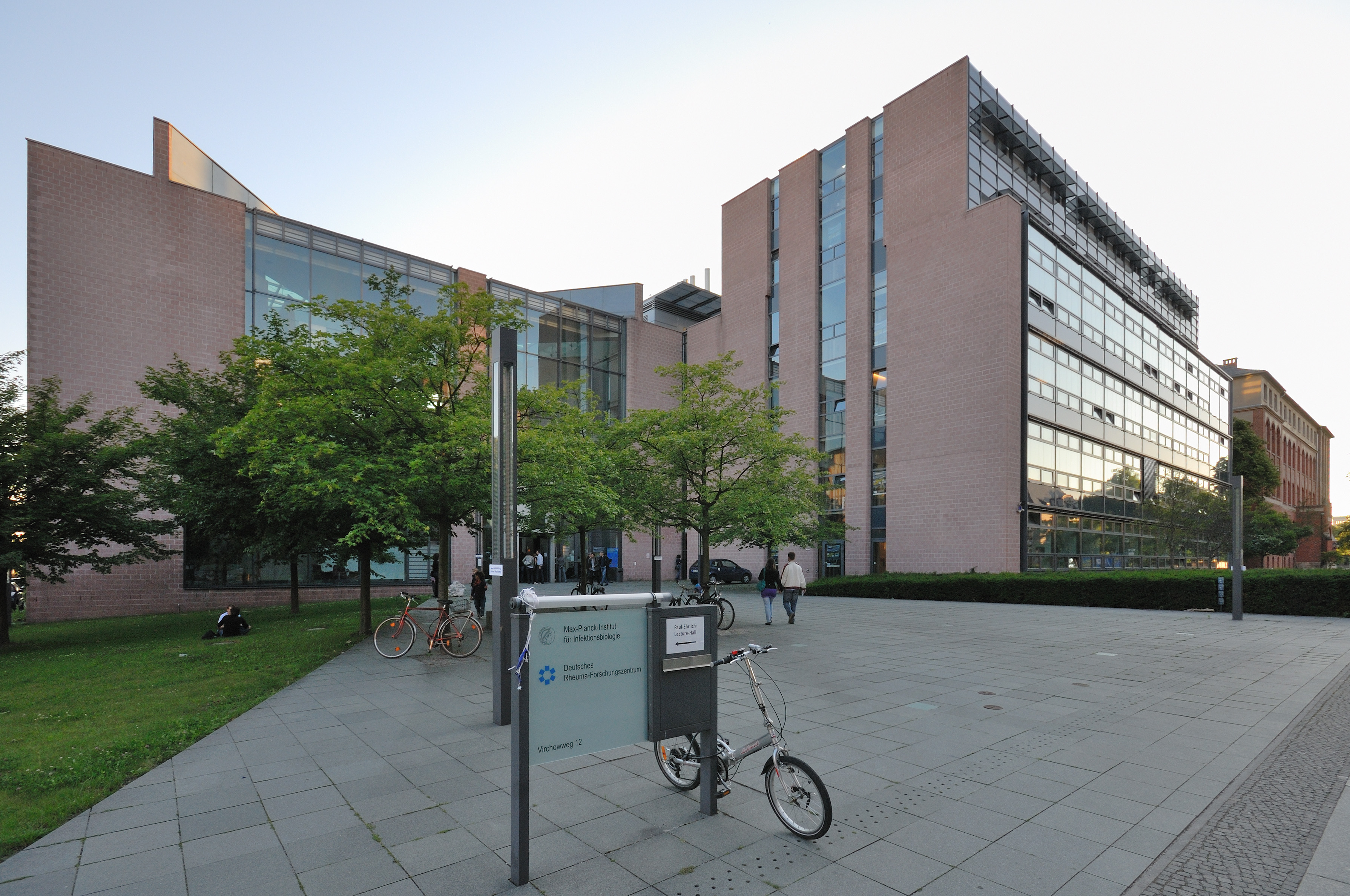
Max-Planck-Institut für Infektionsbiologie in Berlin, Foto 2009

Hannelore Deubzer (* 1954) ist eine deutsche Architektin und Lichtplanerin. Sie war bis 2020 Professorin an der Technischen Universität München. Sie ist vor allem bekannt für ihre Entwürfe mit dem Büropartner Jürgen König. Aktuell leitet sie mit Jürgen König, Stefan Robakowski und Maximilian Rimmel das im München ansässige Planungsbüro Deubzer + Rimmel.

## Leben
Ihr Diplom im Fach Architektur erhielt Hannelore Deubzer 1978 von der Technischen Universität Berlin. Ihre erste Anstellung hatte Deubzer im Architekturbüro BJSS. Wobei sie – laut Magazin MD – vor allem mit Axel Schultes zusammen gearbeitet hat. 1988 gründete sie mit Jürgen König ein eigenes Büro. In den 1990er Jahren realisierte das Büro Deubzer-König mehrere große Bauten in Deutschland. Bekannt sind vor allem die Gebäude in Berlin der Charité Campus Virchow und der von der Berliner Stadtbahn gut sichtbare gemeinsame Komplex für das Max-Planck-Institut für Infektionsbiologie und das Deutsche Rheuma-Forschungszentrum. Von 1997 bis 2020 war sie Professorin an der Technischen Universität München.
In letzter Zeit hat Hannelore Deubzer zum Thema Lichtplanung publiziert und gelehrt.

## Auszeichnungen
1991 wurde Hannelore Deubzer mit dem Rompreis der Deutsche Akademie Rom Villa Massimo ausgezeichnet.